# Особенный (Остаться в живых)
«Особенный» (англ. Special) — четырнадцатая серия первого сезона американского телесериала «Остаться в живых». У этой серии сразу два центральных персонажа — это Майкл и его сын Уолт. Такое, не считая первой серии, в сериале впервые. Впервые же Майклом предложен и более-менее реальный способ спасения с острова — строительство плота.

## Сюжет

### Воспоминания
Майкл и его беременная девушка — Сьюзан — в детском магазине. Они мечтают о будущей семье, о будущем ребёнке. Мы узнаем, что Сьюзан учится на юриста, а Майкл — художник.
Затем Сьюзан и Майкл сидят у себя дома и играют с годовалым Уолтом. Сьюзан признаётся, что хочет уехать из Лос-Анджелеса, где они живут, в другой город, где она будет зарабатывать хорошие деньги. Но Майкл должен остаться в США. Сьюзан хочет с ним расстаться. Возникает ссора из-за Уолта, поскольку Майкл не хочет с ним расставаться. Но через несколько месяцев Майкл с улицы звонит Сьюзан, которая вышла за богатого человека. Они снова ссорятся из-за Уолта, а после этого Майкла сбивает машина. У него серьёзные травмы, он находится в больнице. К нему приезжает Сьюзан, которая оплатила Майклу лечение. Майкл передаёт ей письмо Уолту с рисунком. Во флешбеке Уолта мы видим его незадолго до авиакатастрофы. Он сидит в богатом доме, кроме него, в комнате Сьюзан и отчим Уолта — Брайан. Уолт приходит в ярость из-за того, что Брайан не участвует в его жизни и внезапно, за окном замертво падает птица. Также можно видеть, что Сьюзан чувствует какое-то недомогание. Во флешбеке Майкла мы видим Брайана, который приехал к Майклу. Он говорит, что Сьюзан умерла от лейкемии, и что он не может остаться с Уолтом, так как чувствует, что Уолт — необычный ребёнок. Майкл в негодовании: он девять лет не видел сына и по сути — чужой человек для него. Он летит за ним в Австралию. В доме Уолта он обнаруживает, что Сьюзан не давала Уолту его писем. Далее во флешбеке Уолта показано их знакомство, которое прошло не очень гладко, хотя Майкл старался понравиться сыну и разрешил ему взять в Лос-Анджелес Винсента.

### Остров
У Майкла появилась идея построить плот. Ему не нравится, что Уолт много времени проводит с Локком. Он застаёт их с Буном в лесу, когда Локк учит Уолта метать ножи. Локк также говорит, что Уолт необычный мальчик, и что не стоит запрещать ему развивать свои способности. Майкл набрасывается на Локка, но Бун его защищает, тогда Майкл бьёт и того. Он запрещает Уолту общаться с Локком. Уолт не слушается и отвечает отцу бранью, тот в ответ сжигает его журнал комиксов. Мальчик обижается и идёт со своей собакой в лес. Но там на него нападает белый медведь. Уолту удаётся спрятаться, но его укрытие слабое. Майкл просит у Локка помощи. Они по ветке подползают к укрытию Уолта, и Майкл по лиане спускается вниз. Затем Локк вытаскивает Уолта по лиане, а Майкл отбивается от медведя ножом Лока. Медведь, получив несколько ударов, убегает. После этого отношения Майкла и Уолта резко улучшаются, и Майкл отдает ему все письма и рисунки, которые отправлял ему долгое время. Бун и Локк идут в джунгли искать Винсента, однако, на зов свистка Локка, из-за кустов им навстречу выходит Клэр.